# Daniel Amartey
Daniel Amartey (21 de dezembro de 1994) é um futebolista ganês que joga pela Seleção Ganesa, como lateral ou meio-campista.

## Carreira

### Futebol sueco
Jogou pelo Djurgårdens IF no início de sua carreira aos 18 anos e devido seus desempenhos, era monitorado pelo FC Schalke 04 e FC. Kaiserslautern. Em 26 de maio de 2013 marcou seu primeiro gol justo na final, no empate em 1-1 com o IFK Goteburg na 2013 Svenska Cupen Final, aonde seu time perdera na disputa da penalidades.

### Leicester City
Em 22 de Janeiro de 2016, tornou-se jogador do Leicester City, assinando um contrato de 4 anos e meio por £6 milhões. Marcou seu primeiro gol pela equipe no empate tardio em 2-2 contra o Stoke City, no dia 17 de dezembro de 2016.
Voltaria a marcar um gol pela equipe no dia 6 de março de 2021, na ocasião esse seria o gol da vitória fora de casa contra o Brighton por 2-1 na liga inglesa.
No dia 5 de junho de 2023, foi dispensado do clube inglês com mais outros seis atletas ao fim de seus contratos, após o rebaixamento consumado à Championship.

### Besiktas
No dia 21 de julho de 2023, Amartey assinou um contrato com o clube turco.

## Honrarias

### Clubes
Copenhagen
- Superliga Dinamarquesa: 2015–16[9]
- Copa da Dinamarca: 2014–15, 2015–16

Leicester City
- Premier League: 2015–16[10]
- Copa da Inglaterra: 2020–21
- Supercopa da Inglaterra: 2021

Seleção Ganesa
Vice-campeão da  Copa Africana de Nações: 2015